# Lars Jönsson
Lars Jönsson (født 1961) er en svensk filmproducent.

## Film i udvalg
- 2007 – Nina Frisk
- 2007 – De fortabte sjæles ø
- 2006 – Container
- 2005 – Zozo
- 2005 – Manderlay
- 2005 – Krama mig
- 2004 – Ett hål i mitt hjärta
- 2004 – Masjävlar
- 2003 – The Apple Tree
- 2002 – Lilja 4-ever
- 2002 – Malcolm
- 2000 – Den bästa sommaren
- 2000 – Hundhotellet - En mystisk historia
- 2000 – Tillsammans
- 1998 – Fucking Åmål
- 1998 – Hela härligheten
- 1998 – Lucky People Center International
- 1997 – Bara prata lite
- 1997 – Coffee
- 1997 – Tigerhjärta
- 1996 – Harry & Sonja
- 1992 – Englegården